# دولة هشة
دولة هشة؛ الدولة الهشة هي بلد يتسم بضعف كفاءة الدولة في أداء مهامها الأساسية، أو باهتزاز شرعيتها؛ بشكل يجعل المواطنين فيها عرضة لمجموعة واسعة من الأخطار المختلفة. على سبيل المثال، ُيعَرف البنك الدولي الدولة على أنها هشة، إذا انطبق عليها الأتي: (أ) إذا كانت الدولة بحاجة إلى تلقي معونات أو منح من مؤسسة التنمية الدولية ( IDA ) ؛ (ب) إذا كانت الدولة مسرحًا لأحدى عمليات حفظ السلام التابعة للأمم المتحدة، خلال الأعوام الثلاث التي تسبق التقييم، (ج) أن تحصل الدولة على درجة أقل من 3.2 في الحوكمة ( Governance )، وذلك بحسب مؤشر تقييم أداء الدولة والأداء المؤسسي ( CPIA) ، التابع للبنك الدولي.
على الرغم من أن العديد من الدول تخطوا نحو تحقيق « الأهداف الإنمائية للألفية » التي وضعتها الأمم المتحدة ( Millennium Development Goals) ؛ إلا أن هناك عددًا من الدول ( يتراوح من 35 إلى 50 دولة بحسب المقياس المستخدم) ، تتخلف عن تحقيق تلك الأهداف. ووفقًا للتقديرات؛ فإنه من مجموع سكان العالم البالغ سبعة مليارات نسمة، فإن 26% منهم يعيشون في دول هشة. و في تلك الدول، يعيش ثلث السكان على أقل من 1.25 دولار أمريكي في اليوم، كما يتركز فيها نصف عدد الأطفال الذين يموتون تحت سن الخامسة في العالم، بالإضافة إلى ثلث حوادث وفيات الأمومة.
لا تقتصر مشكلة تلك الدول على تخلفها في تحقيق معدلات النمو المطلوبة فحسب، فعلاوة على ذلك؛ تتسع الفجوة التنموية بينها وبين باقي الدول النامية منذ السبعينيات من القرن العشرين بإطراد. في عام 2006، نما نصيب الفرد من الناتج المحلي الإجمالي،  في الدول الهشة بنسبة 2% فقط، بينما ارتفع ذلك النصيب بما يقدر ب 6% في بعض الدول الأخرى من الدول المنخفضة الدخل. ُتنبئ بعض التقديرات ( مثل توقعات البنك الدولي في عام 2008 ) أن الدول الهشة؛ ستشكل نسبة أكبر من الدول منخفضة الدخل في المستقبل، وذلك نظرًا إلى أن كثيرًا من هذه الدول، والتي تتمتع بمستوي أعلى من النمو، ستنتقل إلى فئة الدول المتوسطة الدخل. يشكل كل هذا، تحديًا كبيرًا لجهود التنمية، لذلك فقد اقترح معهد التنمية الخارجية في المملكة المتحدة ( ODI ) أن الدول الهشة تحتاج إلى نماذج إنمائية، تختلف جذريًا عن تلك التي تُستخدم في الدول الأكثر تماسكًا واستقرارًا، نظرًا إلى البيئة المليئة بالأخطار التتي تتواجد فيها تلك الدول الهشة.
بالإضافة إلى مؤشر سياسة الدولة والتقييم المؤسسي، الشائع استخدامه في عملية تقييم هشاشة الدولة، فإن هناك عدد من المؤشرات الأخرى، الأكثر تعقيدًا، والتي أصبحت تستخدم بشكل متزايد، مثل المؤشرات التي تضم البعد الأمني لعملية التقييم.

## تعريف الدولة الهشة
من هاييتي إلى النيبال، ومن أوزباكستان إلى بروندي؛ تختلف البيئات التي تتواجد بها تلك النوعية من البلدان بشكل كبير وواضح، حيث يعلق بعضها في حلقة مفرغة من النزاع العنيف والفقر، ويعاني البعض الأخر من تحول موارده وثرواته الطبيعية، إلى « لعنة » علي تلك الدول، في حين يواجه بعضها تراث طويل من غياب الديمقراطية والحكم الرشيد، بل أن بعض تلك الدول الخارجة لتوها من من وضع مأزوم، لا يمكنها تلبية ابسط الاحتياجات لمواطنيها، ومن تلك الدول، على سبيل المثال لا الحصر؛ جمهورية الكونغو الديمقراطية، ومن الناحية العملية، تضم الدول الهشة الأتي:
·        دول خارجة من موقف صراع أو أزمة، أو وضع تحول وانتقال سياسي.
·        دول تعيش أوضاع متدهورة من الحكم الرشيد.
·        دول في خضم عملية تحسن تدريجي.
·        دول تعيش أزمات طويلة الأمد أو وصلت إلى طريق مسدود.
تكون الدولة الهشة عرضة للأزمات، في واحد أو أكثر من نظمها الفرعية، فهي دولة معرضة للتقلبات الداخلية والخارجية، والصراعات المحلية والدولية. كذلك، فإن الترتيبات المؤسسية في الدول الهشة، قد تجسد أو حتي تحمي أوضاع الأزمات؛ فمن الناحية الأقتصادية، قد تكون تلك المؤسسات ( خصوصًا تلك المتعلقة بحق التملك ) هي التي تعزز من الركود، أو معدلات النمو المنخفضة، أو قد تجسد أوضاع متطرفة من عدم المساواة ( سواءًا فيما يتعلق  بالوصل إلى مقدرات الثروة، أو حيازة الأرض، أو وسائل كسب المعيشة). من الناحية الاجتماعية، فإن تلك المؤسسات قد تجسد اللامساواة الشديدة، أو غياب المقدرة على الحصول على الخدمات الصحية والتعلمية بشكل كلَي. أما من الناحية السياسية؛ فقد تحمي تلك المؤسسات تحالفات أو مجموعات إقصائية تسيطر على الحكم ( سواءًا كانت تلك المجموعات مبنية على أساس عرقي، أو ديني أو حتى إقليمي )، أو قد تحمي مجموعات تقوم على الحزبية المتطرفة، أو مؤسسات أمنية مجزأة بشكل كبير. وفي الدول الهشة، تكون الترتيبات المؤسسية القانونية، عرضة لتحديات مناوئة من نظم مؤسسية منافسة، سواء استمدت تلك النظم المناوئة وجودها وسلطتها من القوي التقليدية التي  أوجدتها المجتمعات، في ظل ظروف وضغوطات، عجزت الدولة عن مجابهتها ( من ناحية الأمن أو النمو الأقتصادي والرفاهية )، أو كانت تستمد كيانها وسلطتها من أمراء الحرب (  War Lords  )، أو غيرهم من « الوسطاء من غير الدول » .
في المقابل من الدولة الهشة توجد الدولة المستقرة؛ وتتميز تلك الدولة، بأن الترتيبات المؤسسية والقانونية فيها تكون قادرة على تحمل الهزات الداخلية والخارجية التي تتعرض لها الدولة، حيث تبقي النزاعات والخصومات المختلفة ضمن حدود تلك الترتيبات المؤسسية. ومما يذكر، أن بعض الدول – مثل موزمبيق وبوروندي – قد أظهرت تحولًا استثنائيًا في أوضاعها إلى الأفضل، وذلك في ظل الظروف الملائمة. لذا فإنه يجب ينصب الأهتمام الدولي على تلك الدول التي تكون أهداف التنمية الألفية فيها صعبة التنفيذ، وذلك من أجل مواجهة التحديات المتعلقة بتخلف تلك الدول، ويتم ذلك عن طريق تطبيق أسس ومبادئ مشتركة للعمل، وجعل هيكل المساعدات الدولية أكثر رشدًا، وتحسين الاستجابة المؤسسية للعدد الكبير من الجهات المشاركة ( يدخل ضمن ذلك تطبيق ثلاثة أبعاد مترادفة « The 3Ds » وهي الدبلوماسية، الدفاع والأمن، والتنمية )، و في النهاية يتم قياس النتائج التي انتهت إليها تلك الإجراءات.
على الرغم من عدم وجود معايير عالمية ثابتة لتحديد هشاشة الدولة، فإن برنامج البلدان ذات الدخل المنخفض والمعرضة للضغوطات (  LICUS programme ) ، ومؤشر تقييم السياسات والمؤسسات ( CPIA )، التابعين للبنك الدولي، قد وفرا إطارًا مرجعيًا بارزًا للدول المانحة وغيرهم من الشركاء الدوليين. يقيم مؤشر ( CPIA ) أداء الدول وفقًا ل 16 عشر مؤشرًا مقسمين على أربع مجموعات وهي ( الإدارة الأقتصادية، السياسات الهيكلية، السياسات الهادفة لتحقيق الأندماج والمساواة الاجتماعية، بالإضافة إلى إدارة القطاع العام  والمؤسسات )، و يتم اعتبار الدولة هشة إذا حققت درجة أقل من 3.2 على مقياس من 6 درجات، وعلى ذلك الأساس، يتم اعتبار  أن تلك الدول ذات الأداء المنخفض، مُستحقة لتوجيه المساعدات المالة إليها من عدة جهات، مثل المؤسسة الدولية للتنمية، وغيرها من الهيئات المشابهة في الغرض.

## نقاش حول أصول مفهوم الدول الهشة
أكتسب مفهوم الدولة الهشة، وهو مفهوم تحليلي؛ بمعني دولة أشبه بالدولة الفاشلة، الضعيفة، أو المنهارة. أهمية بدءًا من منتصف عقد التسعينيات من القرن العشرين، وحاز المفهوم زخمًا إضافيًا بعد هجمات الحادي عشر من سبتمبر/أيلول 2001 الإرهابية. يرتكز ذلك المفهوم على أساس اعتقاد الكثير من الساسة والأكاديميين على حد سواء، أن العوامل التي يمكن أن تؤدي إلى الصراع كامنة في داخل الدولة وليس بينها وبين غيرها من الدول. حيث يُعتقد هناك خطرًا مباشرًا تشكله الدول ذات الدخل والإمكانيات المحدودة، الواقعة في جنوب الكرة الأرضية، وأن هذا الخطر لا يمس لسكان هذه الدول فحسب، ولكن يمتد كذلك ليؤثر على جيرانها الغربيين. تبعًا لهذا المنطق؛ فإن الدول الهشة في حاجة إلى التنمية، لكي تتمكن من توفير الأمن والخدمات الأساسية لمواطنيها؛ مما يجعلها أقل عرضة للانهيار، وأكثر إتزانًا ومرونًا في تعاملها مع الصدمات الداخلية والخارجية.
أدي إتباع العديد من الدول والمنظمات والمؤسسات الدولية لذلك النهج في التعامل مع الدول الهشة؛ إلى قيام نقاشات محتدمة في داخل وخارج الوسط الأكاديمي. فبينما رأى بعض الدارسين – خصوصًا في بعض الأدبيات الناقدة – أن تصنيف الدول التي تتمتع بسمات معينة كدول هشة على أنه أمر مفيد، حيث أنه يعزز من المقدرة على التكهن بانهيار تلك الدول، ويساعد على تقييم الأحتمالات العديدة القائمة، التي يمكن أن تحول دون ذلك. غير أن هناك نقدان أساسيان لهذه الفكرة؛ فمن ناحية، هناك  من يرى أنه يمكن إساءة استخدام تصنيف هشاشة الدول، كذريعة لتشريع التدخل الخارجي على حساب الدولة المعنية، ومن ناحية أخرى، فإن الجدوي التحليلية لعملية التصنيف ذاتها هي محل جدل، حيث أن المنهاج الذي يعمل على تجميع عدد كبير من الدول المختلفة، وفقًا لمعايير موحدة على جميع الدول، ينتهي إلى استخراج استجابات تنموية موحدة، لا تأخذ في الحسبان الظروف السياسية والأقتصادية والأجتماعية التي غالبًا ما تكون متباينة للغاية.

### المنظمات الحكومية الدولية
شاركت من الدول الهشة، والدول الخارجة من نزاعات، في العديد من المنظمات الحكومية الدولية منذ نهاية الحرب العالمية الثانية، ومن بينها مجموعة السبع وسبعين للدول النامية ، بالإضافة إلى بعض التجمعات الأقليمية مثل رابطة دول جنوب شرق آسيا ( ASEAN  ) والأتحاد الأفريقي. ولكن حتي الأونة الأخيرة، لم تكن هناك منصة دولية مخصصة للدول المتأثرة بالنزاعات، ولكن في عام 2010  تأسست مجموعة g7+  عن طريق مجموعة من الدول التي تتعافي من أثار الصراعات، وذلك من أجل التعبير بشكل أفضل عن مصالح تلك الدول على المسرح الدولي. مجموعة g7+   هي منظمة دولية حكومية، تصم في عضويتها حليًا ما يربو على عشرين دولة من مناطق مختلفة حول العالم، وهي تجمع في عضويتها دولًا ذات تجارب حديثة مع النزاعات، وتهدف المجموعة إلى جذب الانتباه إلى التحديات الخاصة التي تواجه الدول الهشة، وإلى توفير منصة للدول التي تأثرت بتلك النزاعات، لكي تناقش سويًا تحدياتها التنموية المشتركة، ولكي تطالب بسياسات دولية أفضل لكي تستطيع أن تواجه احتياجات تلك الدول المتأثرة بالنزاعات.  اتبعت المجموعة مؤشرها الخاص لقياس هشاشة الدولة، حيث يصنف ذلك المؤشر خمسة مجموعات مختلفة ( الشرعية السياسية، العدالة، الأمن، الأساس الأقتصادي، العائد والخدمات ) وتقع هذه التصنيفات الخمس على سلسلة من خمس مراحل. يكمن الفارق الأساسي لهذا المؤشر الذي يميزه عن باقي المؤشرات، هو أنه يعطي دورًا بارزًا للأفراد، والسمات الخاصة والمحددة لكل دولة، بالإضافة إلى التقييم الذاتي بديلًا عن التقييم الخارجي. هناك حاليًا عشرون دولة عضو في المجموعة وهي: أفغانستان، بوروندي، جمهورية أفريقيا الوسطى، تشاد، جزر القمر، ساحل العاج، جمهورية الكونغو الديمقراطية، غينيا، غينيا بيساو، هاييتي، ليبيريا، بابوا غينيا الجديدة، ساو تومي وبرينسيبي، سياراليون، الصومال، جزر سليمان، جنوب السودان، تيمور الشرقية، توجو، واليمن. رئيس المجموعة الحالي هو السيد « خليفة مارا » وزير المالية والتنمية السيراليوني، وذلك منذ مايو 2014. سابقًا، تولت الوزيرة « إميليا بيريس » من تيمور الشرقية، منصب رئاسة المنتدي، حيث أشرفت خلال مدتها على تطوير المنتدي خلال سنواته الأولى. تأسست أمانه منتدي g7+ في عام 2010 ويقع مقرها الرئيسي في ديلي عاصمة تيمور الشرقية.

## أصول الدولة الهشة

### غياب الضبط الاجتماعي
على الرغم من النظرة السطحية توحي أن حكومات معظم الدول تعمل بشكل جيد، وتقوم بتمثيل شعوبها على الساحة العالمية، إلا أن « جويل ميغدال » أستاذ الدراسات الدولية، قام بفحص العلاقة القائمة بين الدولة والمجتمع، حيث يوجد قدر واضح من التباين بين السياسية الرسمية المعلنة، وبين التوزيع الفعلى لموارد الدولة. وضمت قائمة الدول المعنية، كل من، الهند، المكسيك، مصر، وسيراليون وغيرها. تتبع ميغدال أسباب هذا التباين إلى ما وصفه بغياب الرقابة الاجتماعية من قبل الحكومة، وقد عرفها على أنها « القدرة الفعلية على وضع قواعد تنفيذية لسلوك الأفراد في المجتمع » ، هذه القدرة لا تتضمن وجود الهيئات الحكومية على إقليم الدولة، واستخراج الموارد وتوظيفها فحسب، بل تتضمن أيضًا القدرة على توزيع تلك الموارد بشكل ملائم، وتنظيم سلوك الأفراد.
وفقًا لميدغال؛ فقد أدى توسع الأقتصاد الأوروبي، وازدياد حجم التجارة العالمية في القرن ال19، إلى تغييرات جذرية، في استراتيجيات البقاء التي تتبعها الشعوب، في أسيا، وأفريقيا، وأمريكا اللاتينية. كذلك، فقد أدت السياسات التي أتبعتها الدول الأوروبية، مثل قوانين حيازة الأرض، والضرائب، بالإضافة إلى وسائل النقل الجديدة، إلى تغييرات حادة وجذرية في احتياجات شعوب تلك المناطق وظروفها المعيشية. في ظل هذا الوضع الجديد، تأكلت أدوات ومؤسسات الضبط الاجتماعي القديمة، لصالح تلك التي جاء بها المستعمر الأوروبي، وفقدت نظم الثواب والعقاب، ورموز  السلطة السابقة قيمتها.
على العكس من الدول الأوروبية، التي تمكنت في القرون السابقة من وضع أسس قوية لدولها، لم تتمكن تلك الدول من تكوين أسس جديدة للضبط الاجتماعي فيها، وذلك كي تكون نواة لتأسيس دولة قوية وفعالة. يرجع ذلك، إلى أنه بالرغم من أن تلك الدول كان يتوفر لديها شرط أساسي لبناء دولة قوية ومستقرة، يتمثل في الضعف الذي لحق بأليات وأدوات الضبط الاجتماعي فيها، نتيجة توسع التجارة العالمية قبل الحرب العالمية الأولى، إلا أنها في الوقت نفسه، افتقدت عدة شروط ضرورية لتحقيق ذلك، وهي : 1) افتقاد توفر الظرف التاريخي الملائم الذي يدفع إلى تأسيس أوضاع جديدة من الضبط الاجتماعي. 2) عدم وجود تهديدات عسكرية للدولة سواءًا من الداخل أو الخارج. 3) عدم وجود أساس يصلح لقيام جهاز إداري مستقل. 4) افتقاد وجود قيادة عليا تمتلك المهارة اللازمة لاستغلال كل الظروف السابقة لصالحها.

## توفير الخدمات الأساسية
توجد علاقة بين هشاشة الدولة وبين ايصال الخدمات فيها، حيث يُعتقد أنهما مترابطان، ويدعمان بعضهما البعض، لذا فقد اقترح البعض أن تقديم الخدمات في الدول الهشة قد يقلل من تلك الهشاشة. يتأثر تقديم الخدمات في الدول الهشة بعدة عوامل، من بينها، الضغوط الأقتصادية، قلة الخبرة، ونقص المعلومات. كذلك، يؤدي استمرار العنف لمدة طويلة، إلى إهمال البنية التحتية اللازمة لتقديم تلك الخدمات، ويؤدي في النهايى تفسخها. كما أن غياب الحكم الرشيد، وانهيار النظام الاجتماعي، يمكن أن يؤدي إلى ازدياد الإقصاء المجتمعي، الذي تتعرض له بها الفئات، سواءصأ على أساس عرقي، أو ديني، أو سياسي، أو جنسي. هذا الُعنف المستشري قد يكون سياسيًا بسبب الإرهاب أو الصراع، ولكنه قد يكون أيضًا مجتمعيًا أو جنائيًا، مما يفسح المجال امام مجموعة واسعة من المعوقات الأمنية، التي يمكن أن تؤثر على توفلخدمات الأساسية بشكل فعّال.
تُعد الخدمات مثل التعليم، والصحة، بالإضافة إلى توفير المياه النظيفة والمرافق الصحية الملائمة، أمورًا حيوية، ليس فقط لضمان البقاء، ولكن أيضَا لكونها مُعترف بها كحقوق إنسانية، يلزم توافرها لضمان الخروج من أوضاع الصراع المختلفة. على المدي الطويل، يمكن للدول أن تكتسب الثقة والشرعية، من خلال توفير هذه الخدمات الأساسية، وهو ما يُعرف ب « ثمار السلام -  peace dividend » ، فالتعليم، على سبيل المثال، يمكن أن  يحمي الأطفال، وغير المقاتلين أثناء تلك الصراعات، كما يمكن أن يسهل من عملية التغيير عبر الأجيال، ويساعد في عملية التنشئة الاجتماعية ( socialisation ) للاطفال والشباب، هذا فضلًا عن كونه عاملًا محفزًا لحدوث تحول أوسع نطاقًا على أكثر من مستوى، ودوره في  خلق الشعور بالاستمرارية والحياة الطبيعية. هذا بالإضافة، إلى  أن توفير بعض هذه الخدمات، يُنظر إليه على أنه عمل محايد، وغير متحيز لطرف معين في الصراع، وذلك مثل عمليات التطعيم ضد الأمراض، وهو ما قد يدفع المجموعات المتصارعة إلى الاتفاق بشأن قضايا معينة، مما يسهم بالتالي في تعزيز شرعية الدولة.
غير أن الكيفية التي قد يتم بها دعم الدول الهشة في توفير تلك الخدمات الأساسية لمواطنيها ليست بالأمر البسيط؛ فوكالات الإغاثة التي تعمل بشكل مستقل عن الدولة، وتقوم بتوفير خدمات موازية لها، تخاطر بتقويض شرعية وكفاءة الدولة، ومن ناحية أخرى، فإن تقديم الدعم لجهود الدولة في توفير الخدمات، يمكن أن يكون مشكلة في حد ذاته، ذلك أن الدولة قد تكون هي نفسها مصدر الصراع، والمتسبب في احداث تلك الانشقاقات الاجتماعية الخطيرة.
هناك أدلة محدودة تم إيجادها، بخصوص التباين في جودة الخدمات، ومدى توافر وكفاءة « الحماية الاجتماعية » المقدمة في حالات النزاعات. وتساهم الجهود المتعلقة بالبحث في أوجه الخلل في توفير وايصال الخدمات الأساسية، في عملية بناء الدولة، حيث بدأت الافتراضات التي تمت في هذا الشأن، ُتسهم في بلورة سياسات وبرامج محددة، كما بدأ يظهر أن النتائج التي تفرزها سياسات بناء الدولة، القائمة على بحث أوجه الخلل فيها لمعالجتها، قد تفوق في نتائجها وتأثيراتها، تلك التي تتولد عن توفير مياه، أو تعليم، أو رعاية صحية أفضل.

## بناء الدولة وبناء السلام
تشكل عملية توفير الخدمات بشكل موازي للدولة نقطة جدلية بين مفهومي « بناء الدولة » و « بناء السلام » ، حيث يُعتقد أن عملية بناء الدولة تقود إلى تحقيق السلام، خاصة عندما تتضمن السعي نحو تطوير الدولة الشاملة، حيث تقوم الشرعية فيها كنتيجة لاستجابة الدولة لمطالب كافة أطياف المجتمع، وتوفير السلع والخدمات العامة. غير أن دعم الدولة في هذا التوجه، ليس مهمة سهلة، وذلك للأسباب الأتية:
·        عملية بناء الدولة قد لا تقود إلى السلام بشكل تلقائي، ذلك أن بناء الدولة هي عملية سياسية بالأساس، وبالتالي لا يمكن أن تصبح شاملة وديمقراطية بشكل فوري.
·          قد تؤدي التسويات السياسية، التي تسعى لإرضاء الأطراف التي تشكل تهديدًا لعملية السلام، إلى تقوية مركز الطغاة .
·        اتفاقات تقاسم السلطة التي قد تنتج عن التسويات السياسية يمكنها أن تضعف الدولة، وتؤدي إلى ترسيخ الانقسامات الموجودة.
·         التركيز على مؤسسات الدولة قد يؤدي إلى اغفال الجهات المحلية الفاعلة، بما في ذلك الزعماء المحليين التقليديين، كما قد يعوق عمل المجتمع المدني على المدى الطويل.
بالمثل، فإن جهود بناء اللام التي لا تتضمن الدولة، يمكنها أن تقوض من قدرتها على العمل. يؤكد الباحثون بمعهد التنمية الخارجية، على الحاجة إلى المنظمات غير الحكومية ( NGOs ) ، وغيرها من الجهات الفاعلة في مجال التنمية، من أجل تعميق المعرفة بالسياق الذي تتم فيه تلك العملية، وكذلك من أجل الحفاظ علي الوعي الدائم بالعلاقة بين الدولة وبناء السلام.   

### دراسة حالة: سيراليون
يعد التوصل إلى التوازن الصحيح بين بناء الدولة، وبناء السلام، أمرًا عسيرًا، حتي في الحالات التي تتم فيها عمليات بناء السلام والأمن من خلال تنمية وتطوير قدرات الدولة وإمكاناتها. خلال العقد المنصرم، دعمت حكومة المملكة المتحدة الاصلاحات في سيراليون، وذلك جنبًا إلى جنب، مع تطبيق مبدأ « الأمن أولاً » ، حيث يُعتقد أن ذلك قد أسهم في تحسن الأوضاع الأمنية، وزاد من من امكانية الوصول إلى النظام العدلي، ومن كفاءته، كما أسهم في خفض معدلات الفساد، واصلاح الخدمات العامة بشكل ايجابي. لم تشهد البلاد أي تجدد لأعمال العنف الكبرى، منذ انتهاء الحرب الأهلية فيها عام 2002، وفي عام 2007، تمت اقامة انتخابات سلمية، وشهدت البلاد مناخًا من الاستقرار، ساعد على اقامة مؤسسات مستدامة. على الرغم من ذلك، مازالت سيراليون تعاني إلى اليوم من التخلف، والأنخفاض الشديد في النمو، حيث احتلت البلاد المرتبة الثالثة قبل الأخيرة، على مؤشر التنمية البشرية التابع للأمم المتحدة  في عام 2010 ، أدي ذلك إلى موجة من الأحباط وخيبة الأمل بين الأجيال الأصغر سنًا، وهو ما يشكل خطرًا شديدًا ينذر بعودة العنف إلى البلاد.

### التدخل الدولي أم التعافي الذاتي
دارت جدالات كثيرة بين الدارسين، بشأن ما إذا كان التدخل لإعادة التعمير بعد انتهاء الصراع، يمثل الاستراتيجية الأمثل لعملية بناء الدولة في الدول الهشة. ذلك أن هناك اعتقادًا شائعًا، أن تدخلًا متعدد الأطراف، من شأنه تخليص الدولة الهشة من شرك النزاع الذي تعلق فيه، ووضعها على مسار التنمية الاقتصادية والسياسية في مرحلة ما بعد الحرب. وفي سبيل ذلك، وردًا على فشل الحوكمة في الدول الهشة، اقترح بعض الدارسين، نماذج وأساليب جديدة لعملية التدخل، ومن بينها، تقاسم السيادة، وفرض الوصاية. من ناحية أخرى، يدعم مؤيدوا التدخل الدولي، عمليات التدخل التي تتم بقيادة القوى الكبرى، أو الفاعلين الإقليميين، على أساس أن هذه القوى تحركها دوافع الأمن القموي، أو المصالح الاقتصادية، مما يجعلها حريصة على استعادة الاستقرار والديمقراطية إلى الدولة الهشة المعنية. كما يدعم مؤيدوا هذا الاتجاه، وضع اتفاقيات  تجيز التدخل الدولي، على أن تتحمل الدولة التي يتم إعادة تعميرها تدريجيًا، تكاليف الطرف الثالث، الذي يتدخل لحفظ السلام وبناء الدولة.   
بالإضافة إلى ما سبق، يوجد رأي أخر، يؤمن ب « التعافي الذاتي » ، حيث يقوم هذا التصور على أن الدولة الهشة تستطيع التعافي في غياب التدخل الخارجي، كما قد تستطيع أيضًا أن تنشأ مؤسسات حكم فعالة من تجربة الحرب التي خاضتها. فضلًا عن ذلك، يعتقد مؤيدوا التعافي الذاتي، أن المساعدة الدولية، والدعم الخارجي، يقوض من  « الطابع المعتمد على الذات » ، الذي يميز العقد الاجتماعي بين الحكام والمحكومين. يدعم هذه النظرية، أمثلة النجاحات التي حققتها دول أوغندا، إريتريا، والصومال، في مجال التعافي الذاتي، حيث نجحت هذه الدول الضعيفة، في غياب التدخل الدولي، أن تحقق، سلامًا دائمًا، وفي أن تخفض معدلات العنف لديها بانتظام، كما استطاعت أن تمضي بمفردها في طريق التنمية السياسية والاقتصادية فيما بعد الحرب.

### تعزيز الديمقراطية
وفقًا ل « صامويل هنتنجتون » ، فإن أهم معيار سياسي للتفرقة بين الدول، لا يتعلق بنوع الحكومة، بل بالقدر الذي تتدخل به تلك الحكومة في كافة الشئون المتعلقة بمواطنيها، فالهدف من عملية الدمقرطة ( democratization ) ، و التطوير المؤسسي في الدول الهشة، هو مساعدتهم على تحسين كفاءة ومقدرة الدولة، وعلى تطوير مؤسسات ذات قدرات واختصاصات شاملة. على حين أكد كل من نوتسن ونيغارد ( Knutsen and Nygard ) ، على أن الدول شبه الديمقراطية، أو الهشة، هي أقل استقرارًا من كل من الدول الديمقراطية والاستبدادية، وبعبارة أخرى، فإن المقصود، هو أنه ما أن تبدأ عملية الانتقال الديمقراطي، فإنه من الخطر التوقف في منتصف تلك العملية.
ولكن قبل التفكير في الوسائل اللازمة لتحقيقها، فإن الغرض من عملية إرساء الديمقراطية ذاتها هو أمر موضع نقاش؛ فوفقًا ل كلود آك ( Claude Ake )  ، أستاذ العلوم السياسية النيجيري، الذي قال عام 2000 أن الديمقراطية غالبًا ما يتم تحليلها في سياق نزوعها إلى تعزيز التنمية الاقتصادية، ولكن عند النظر إليها في سياق جدواها التطبيقية في أفريقيا، فإن جدوى الديمقراطية، وفقًا للقيم، ،والاهتمامات، والأولويات التي تراها الشعوب الأفريقية، هو الذي سيحدد  بشكل كبير، إلى أي مدى ستقبل تلك الشعوب بالديمقراطية.
في حالة ما إذا كان الوضع القائم يشهد ضعف هياكل ومؤسسات الدولة؛ فإن سلاسة التحليل النظري، للتحولات التي تمر بنظام الحكم، هي أمر ضروري من أجل التخطيط للتدخلات التي تهدف إلى تعزيز المؤسسات الشاملة، ولكن وفقًا لـ باربرا غاديس ( Barbara Geddes ) ، باحثة العلوم السياسية، بجامعة كاليفورنيا، لوس أنجلوس، فإن ذلك بسبب أن الأنواع المختلفة من الاستبداد تختلف عن بعضها البعض، بقدر اختلافها عن الديمقراطية . ومن أجل تسهيل عملية تحليل تلك الاختلافات، فإنها تصنف الأنظمة الاستبدادية، إلى أنظمة تدور حول حكم الفرد أو الزعيم، ككوريا الشمالية، وأنظمة تخضع للحكم العسكري كتايلاند، وأنظمة تعتمد نظام الحزب الواحد كالصين، أو أنظمة تجمع الخصائص الأساسية لكل واحد من الأنواع السابقة في نظام واحد، غير أنه من المهم ملاحظة، أن جميعها يمكن تأملها من زاوية  كونها مجتمعات تتصف ب « محدودية إمكانية الوصول للسلطة ».
وفقُا لـ « لاري داياموند - Larry Diamond » ، أستاذ الاجتماع السياسي، وأحد الباحثين البارزين في مجال دراسات الديمقراطية؛ أن ترويج الديمقراطية، ف كثير من الدول الهشة، هو أمر صعب، وذلك لافتقاد تلك الدول، الظروف والشروط التقليدية، التي تدعم الديمقراطية، ومن ذلك على سبيل المثال لا الحصر، مستويات أعلى لنصيب  الفرد من الناتج المحلي الاجمالي، وجود مجتمع مدني مستقل وفعال، وسائل اعلام مستقلة، أحزاب سياسية تسعي إلى التنافس على السلطة، هذا بالإضافة إلى وجود سلوكيات وقيم ديمقراطية منتشرة في المجتمع، وتحظى بقبول واسع من الأفراد فيه، وليس هذا فقط ما يعيق من وجود الديمقراطية في تلك الدول، ففضلًا عما سبق، تفتقد تلك الدول إلى وجود العديد من الشروط الأساسية، اللازمة لقيام نظام سياسي قابل للاستمرار والبقاء. فالتحدي الذي يواجه هذه الدول، ليس مجرد الضغط على السلطات الحاكمة في الدولة لكي تقوم بتسليم السلطة إلى جهة أخرى ديمقراطية، ولكن يكمن بشكل أساسي، في اكتشاف طريقة لإعادة تأسيس شرعية السلطة الحاكمة - أيًا كان من يتولاها-  في نظر المحكومين من الأساس. ومن ثم تكون الخطوة الحتمية في هذا الصدد، ليس فقط تمكين المواطنيين ومؤسساتهم المستقلة في المجتمع، بل في توفير الموارد، والتدريب، والتنظيم، لمؤسسات الدولة، وكذلك منحها الإحساس بوحدة الهدف والمصير.
غير أن من الأمور التي يجب الحذر بشأنها، هو أن أي تقدم يتم إحرازه في مجال إرساء الديمقراطية، في الدول الهشة، يكون ضعيفًا، ومعرضًا للأخطار. حيث شهد التاريخ، وفقًا ل « ديفيد سامويلز - David J. Samuels » ، أستاذ العلوم السياسية الأمريكي، عدة حالات لبلدان انتقلت من الديمقراطية إلى الاستبداد، في الفترة ما بين عامي 1925-1945 ، مثل ألمانيا في العام 1933، الذي شهد صعود النازية، وإمساكها بزمام الحكم، وكذلك في الفترة ما بين عامي 1960-1974 ، مثل البرازيل وشيلي، اللتين شهدتها انقلابات عسكرية، أطاحت بالحكم المدني في كليهما، في أعوام 1964 و 1973 على الترتيب. هذه العوامل الداخلية التي حددها سامويلز، والتي تدعم تغيير الأنظمة، هي أيضًا عوامل يمكن تجنبها عن طريق عملية  التصميم المؤسسي (  Institutional design ) ، بعض هذه العوامل، هي أمور من قبيل، الثقافة المدنية السائدة، صراعات الطبقات، التي تنشأ عن طريق التوزيع غير العادل للمكاسب الاقتصادية، وهناك أيضًا بعض المسببات الدولية، ومنها، السياسة الخارجية للقوى العظمى، المدى الذي تنخرط فيه الدولة، في المؤسسات الدولية المتعددة الأطراف، المدي الذي تمتد إليه أثار العولمة، والتأثيرات فوق القومية، التي تتركها المؤسسات والمرجعيات الدينية، على المؤسسات السياسية المحلية.

## الفاعلين من غير الدول
غالبًا ما يعتمد الأفراد في الدول الهشة على جهات أخرى فاعلة غير الدولة، مثل الزعماء والقادة المحليين، المجتمعات والتنظيمات السرية، العصابات، الميليشيات المسلحة، أو القاددة الدينيين، من أجل تلبيه احتياجاتهم الخاصة بالعدالة والأمن. وقد دفع ذلك ليزا دينني (Lisa Denney ) ، من معهد الدراسات الخارجية، إلى أن تؤكد على حاجة المانحين الممولين لعمليات التنمية في تلك البلدان، إلى أن يتعاملوا مع تلك الجهات غير الرسمية، عندما يحاولون إصلاح الخدمات الأمنية والقضائية في تلك الدول الهشة ، حيث تقترح أربع قواعد لتحكم هذه التعاملات مع تلك الأطراف:
1.      على المانحين قبول حقيقة أن التعامل مع تلك الأطراف، رغم كونه خطرًا، إلا إنه ليس أكثر خطورة من التعامل مع كثير من الدول.
2.      على الدول التي تتعامل مع جهات غير رسمية أن تكون مستعدة جيدأ لمتطلبات ذلك، حيث أن دعم الجهات من غير الدول يتطلب مهارات وإجراءات خاصة ومختلفة.
3.      يجب على الدول التي تقدم على ذلك أن تفهم السياق الذي يتم فيه التعامل جيدًا
4.      عدم الانخراط في مثل تلك التعاملات، إلا إذا أضافت قيمة فعلية إلى مجهودات الدولة.

## تنمية القطاع الخاص
لم يجد الباحثون الكثير من الأدلة، لكي تدعم الأدبيات التي تتناول تأثير تنمية القطاع الخاص على علاقات الدولة بالمجتمع، وما إذا كانت هذه التنمية، وعلاقات الدولة، ترقي لتوقعات الشعب. يعتقد الباحثون، أن أحد أسباب قلة الأدلة يرجع إلى، غياب وجود البيانات التجريبية، التي تجمع من خلال المقابلات الشخصية، واستطلاعات الرأي العام على الأرض، ورغم ذلك، تظل العلاقة التي تربط بين تنمية القطاع الخاص، وبين التفاعلات بين المجتمع والدولة، ميدانًا يتطلب المزيد من الاستكشاف، وينبغي أن يتلقي مزيدًا من الأهتمام، من جانب الدوائر الأكاديمية، وبين الممارسين، في الأبحاث والدوريات ذات الصلة. وتشمل بعض النتائج الرئيسية التي تم التوصل إليها في هذا الصدد ما يلي:
- إن متطلبات الإصلاح القانوني، في الأطر القانونية للدول الهشة، والتي تهدف إلى تعزيز تنمية القطاع الخاص يتم التقليل من قيمتها، حيث إنها تستحق مزيدا من الاهتمام من ناحية المساعدات الإنمائية. غير أن عملية التشريع، هي عملية طويلة الأجل، ولا يجب انتهاك مبادئها، فيما يتعلق بالتمثيل والشرعية.
- علي الرغم من ان الصلات بين النمو الاقتصادي ومشاريع البنية التحتية راسخة في الأدبيات، إلا أن التقييمات التي تتناول اثر مشاريع البنية التحتية، لمدة تتجاوز السنوات القليلة الاولي بعد المشروع تُعد نادرة.
- بصرف النظر عن النجاح الذي تحقق في كمبوديا، فإنه لا بد من مواصله استكشاف اهميه إقامه نظام قوي لحقوق العمال في الدول الهشة. إنه عمل متوازن، يهدف من ناحية إلى إنشاء حقوق العمل، وحماية العمال، مع الحفاظ علي المرونة اللازمة لتحقيق مستويات فعاله من التوظيف، لتعزيز عمل القطاع الخاص، وغيرها من الأعمال التجارية.
- التمويل البالغ الصغر ليس حلًا جامعًا ونهائيًا للحد من الفقر، ولكن يعتمد علي الدولة الهشة المعنية.
- يمكن ان تؤدي التدخلات التي يقوم بها القطاع الخاص، تحت عنوان « المسؤولية الاجتماعية للشركات » ، إلى الضرر أكثر من النفع، كما لا ينبغي ان تكون بديلا عن الخدمات الحكومية أو أي شكل آخر من اشكال المساعدة الانمائيه.
- لا يزال الافتقار إلى فرص الحصول على رأس المال، لإطلاق الأعمال التجارية، وندرة المؤسسات المالية المحلية، مثل المصارف المركزية الموثوقة، يشكل عائقا رئيسيا أمام تنمية القطاع الخاص، ولاسيما في الدول الأفريقية الهشة، الواقعة جنوب الصحراء الكبرى.
- تكشف الأدبيات عن صوره مختلطة لأثار الاستثمار الأجنبي المباشر، علي كل من الصراع والاستقرار، لأن نجاح الاستثمار الأجنبي المباشر يعتمد إلى حد كبيرعلي السياق والبيئة.

## العلاقة بين الهشاشة والأداء الاقتصادي
كشفت دراسة أجرتها منصة ( EPS-PEAKS ) ، العلاقة بين كل من، الهشاشة، الصراع، والأداء الاقتصادي. وتصف الدراسة، قدر كبير من التباين، بين تجارب الدول مع النزاعات، وبين الاستثمار الأجنبي المباشر، حيث اظهرت وجود صراعات مصحوبة بمستويات عالية من الاستثمار الأجنبي المباشر، في بعض البلدان، وانخفاض مستويات الاستثمار الأجنبي المباشر، نتيجة للصراع، في بلدان أخرى. وتشير الدراسة إلى أن غالبية الاستثمار الأجنبي المباشر، الموجه إلى تلك الدول الهشة، يكون مدفوعًا، بدوافع الشركات المتعددة الجنسيات التي تسعى إلى السيطرة على الموارد. وفي حين أن هذا الاستثمار يمكن أن يؤدي إلى النمو الاقتصادي، فإن أمكانيات مثل هذا النمو، لا تتحقق بأكمله في كثير من الأحيان، ويمكن أن يؤدي تدفق الاستثمارات، لغرض وحيد، وهو استخراج الموارد، إلى مزيد من الصراع؛ وهي ظاهرة تعرف باسم لعنة الموارد.
إذا كانت الدولة لا تستطيع فرض الضرائب وجمعها بشكل معقول، أو أن تنفق بمسئولية وعقلانية، لإنها تفقد بذلك عنصرا رئيسيا من مقومات الدولة، وذلك وفقًا للباحثين في معهد التنمية الخارجية، والبنك الدولي، وهي توضح أن تقدما كبيرا يمكن إحرازه، فيما يتعلق بإدارة المالية العامة في الدول الهشة، حيث يمكن تحقيق تقدم كبير، فيما يتعلق بتنفذ بنود الموازنة عل وجه الخصوص، وذلك على الرغم من أنه ستظل هناك بعض الثغرات الهامة، فيما يتعلق بمعرفة العلاقة إدارة المالية العامة للدولة، وبن إحرازوالتقدم في عملية التنمية.
ُيعد إعاده إدماج المقاتلين السابقين في المجتمع والاقتصاد، من العناصر الاقتصادية الهامة بالنسبة للدول الفاشلة، والتي تحتاج أن تنفذها بشكل جيد لكي تستطيع الخروج من وضعها المُنحدر. حيث أجرى كلًا من الباحثين آنان وكريس بلاتمان، دراسة، بعد الحرب الاهليه الليبرية الثانية، عن الكيفية التي يقلل بها التوظيف من خطر العودة إلى العنف، بالنسبة للرجال ذوي الخطورة العالية. وكانت الدراسة عبارة عن برنامج يوفر التدريب الزراعي، والإسهامات الراسمالية، للمقاتلين السابقين الذين كانوا لا يزالون يمتلكون مزارع للمطاط، أو يشاركون في التعدين غير المشروع عن المعادن الثمينة أو في قطع الأشجار. وكانت النتيجة؛ أن الرجال استجابوا جيدا للتدريب الزراعي ، وقللوا من استخراجهم غير المشروع للمواد الثمينة بنسبه 20 في المائة تقريبًا ، وأن ربعهم تقريبًا، كانوا أقل احتمالًا، بأن يجدوا في أنفسهم الرغبة للقتال في أزمة الانتخابات في كوت ديفوار. غير ان النشاط غير المشروع لم يتوقف تماما. حيث اظهرت النتائج،  أيضا أن  العواقب المستقبلية،  تشكل رادعًا حاسمًا، يمنع هؤلاء الرجال من العودة للقتال.

## العلاقة بين الهشاشة والتغير المناخي
حددت دراسة أجرتها مجوعة g7  في عام 2015 ، بتكليف من الدول الأعضاء فيها، سبعه مخاطر تهدد بهشاشة المناخ، وتشكل تهديدات لاستقرار الدول والمجتمعات في العقود المقبلة. ويخلص التقرير إلى انه في المناطق الهشة ، حيث تستوطن أمور مثل، عدم المساواة، وعجز الحكومة عن الاستجابة للضغوط المختلفة التي تتعرض لها، فان اثار تغير المناخ علي المياه والغذاء والأرض ستضاعف من الضغوط القائمة بالفعل. وتشير الدراسة، إلى أن ديناميات هشاشة الدولة، وضعفها السياسي والاجتماعي، قد تتفاقم بفعل اثار تغير المناخ وان نتيجة ذلك هي الحد من قدرتها علي التكيف مع الظروف المختلفة التي تواجهها. نتيجة لذلك، تدخل الدولة، في سلسلة من التداعيات، التي تزيد من هشاشتها، أو ما  يمكن أن يطلق عليه « حلقة مفرغة من الهشاشة مدفوعة بعوامل مناخية » ، ويصف التقرير أيضا كيف يمكن قياس قدرة الدول والمجتمعات، علي مواجهه تحديات التغير البيئي، وذلك علي مقياس، أو طيف للهشاشة، حيث تقع الدول الأكثر هشاشة، والدول الأكثر مرونة، وتكيفًا مع التحديات المختلفة، على قطبي الطيف المتناقضين. في الحالات الأكثر ضعفًا وهشاشة ، حيث تفتقر الحكومة إلى القدرة علي الاضطلاع بالمهام الاساسية، تكون الدولة أكثر عرضة للتاثر بضغوط تغير المناخ، مثل ندره الموارد الطبيعية ، وتغير إنتاج الأرض، والظواهر والتقلبات الجوية العنيفة ، وتقلب أسعار الأغذية، مما يجعلها بالتالي، أكثرعرضة لخطر المزيد من عدم الاستقرار.